# Vetenskapsåret 2006

## Händelser

### Astronomi och rymdfart
- 4 januari - Jorden vid perihelium.
- 13 januari - Venus i nedre konjunktion.
- 19 januari - NASA skickar iväg rymdfarkosten New Horizons som beräknas ankomma till Pluto och Charon den 14 juli 2015.
- 26 januari - Merkurius i övre konjunktion.
- 27 januari - Saturnus i opposition.
- 5 februari - Neptunus i konjunktion med solen.
- 1 mars - Uranus i konjunktion med solen.
- 11 mars - Merkurius i nedre konjunktion.
- 29 mars - En partiell solförmörkelse inträffar i Sverige.
- 9 april – 43-årige piloten Marcos Pontes, Brasiliens förste rymdfarare, landar välbehållen på Kazakstans stäpper efter 10 dagars rymdvistelse. Samtidigt återvänder den rysk-amerikanska besättning som i sex månader vistats på ISS.[1]
- 10 april – Satelliten Venus Express lägger sig i omloppsbana runt Venus.[1]
- 13 april – Första bilden på Venus Express som visar tunna gula moln med inslag av mörka stråk runt Venus, släpps.[1]
- 4 maj - Jupiter står i opposition.
- 18 maj - Merkurius befinner sig i övre konjunktion.
- 16 juni - Pluto står i opposition.
- 21 juni - Sommarsolståndet på norra halvklotet och vintersolståndet på södra halvklotet inträffar.
- 25 juni - Mars vid aphelium.
- 4 juli - Amerikanska rymdfärjan Discovery lyfter, och dockar med ISS dagen därpå, för att 13 dagar senare landa på Kennedy Space Center.[1]
- 18 juli - Merkurius befinner sig i nedre konjunktion.
- 7 augusti - Saturnus i konjunktion med solen.
- 10-11 augusti - Neptunus står i opposition.
- 24 augusti - Pluto degraderas från att vara en planet till att vara en dvärgplanet av IAU.
- 1 september - Merkurius i övre konjunktion.
- 3 september – Svensktillverkade rymdsonden Smart 1 kraschar planenligt på Månens sydvästra sida. Sonden, som fotograferat Månens yta och kartlagt beståndsdelarna, blev första svenska satellit att röra sig i bana runt Månen.[1]
- 5 september - Uranus står i opposition.
- 29 september – 40-årige Anousheh Ansari, född i Iran men bosatt i USA, landar. Hon har blivit världens första kvinnliga rymdturist och följde med sovjetiska Sojuzraketen från Kosmodromen i Bajkonur.[1]
- 22 oktober - Mars i konjunktion med solen.
- 23 oktober - Rymdsonden Messenger flyger förbi Venus första gången.
- 27 oktober - Venus i övre konjunktion med solen.
- 8 november - En merkuriuspassage inträffar, varvid Merkurius passerar över solskivan sett från jorden.
- 16 november - Då marken runt fornminnesmonumentet Ale stenar i Sverige undersöks med ny teknik hittar forskare ytterligare en skeppssättning.[2]
- 18 november - Jorden passerar Leoniderna, och utsätts för det årliga meteorregnet.[2]
- 21 november - Jupiter i konjunktion med solen.
- 10-22 december - Christer Fuglesang blir den förste svensken i rymden, då han åker med USA:s rymdfärja Discovery på uppdraget STS-116.[2]
- 18 december - Pluto i konjunktion med solen.

### Arkeologi
- 10 januari - Reuters meddelar att Amerikanska arkeologer hittat en orörd grav med totalt fem sarkofager i Konungarnas dal i Egypten.[1]
- 1 juni - En utställning vid Länsmuseet Varberg i Sverige öppnas, där slutresultatet av rekonstruktionen av Bockstensmannens ansikte visas.[1]
- Okänt datum - En unik hällristning hittas nära Skottefjället i Lysekils kommun, Sverige och antas vara från runt år 800-700 före Kristi födelse.[1]
- 30 oktober
  - Vid utgrävningar i Norrtälje, Sverige hittas ett 2,7 kilo tungt kopparmynt uppger Norrtelje Tidning. Det påträffades under det gamla Dejvanhuset som 1719 brändes ner av den ryska armén.[2]
  - En stor silverskatt från Vikingatiden, troligen från 900-talet, har hittats på Gotlands södra delar.[2]

### Biologi
- 8 december - På några få år har ebolaviruset dödat över 5 000 gorillor i en nationalpark i Kongo-Kinshasa, och hela artens överlevnad står på spel.[2]
- 15 december - Den kinesiska floddelfinen förklaras utrotad, som första stora däggdjur på Jorden sedan den berömda pungvargen i Tasmanien förklarades utrotad 1936.[2]
- 19 december - I Borneos skogar har 52 nya arter upptäckts under detta år.[2]

### Matematik
- Okänt datum - Det stora prime search-projektet hittar det 44th Mersenneprimtalet.[3]

### Medicin
- 22 mars - I Sverige presenterar SBU en rapport som fastslår att alternativa medicinska metoder saknar vetenskapligt stöd.[1]
- 23 oktober - I Sverige har en ny typ av hjärtklaff tagits fram, så att patienterna inte behöver ta de farliga mediciner som tidigare klaffar krävt, och vid Karolinska universitetssjukhuset görs på denna dag den första operationen, ytterligare fyra patienter står på tur.[2]
- 12 december - En kvinna på La Fe-sjukhuset i Valencia, Spanien blir först i världen att få dubbel handtransplantation rapporterar brittiska BBC.[2]

## Priser och utmärkelser
- Abelpriset: Lennart Carleson, svensk matematiker
- Bigsbymedaljen: Jonathan Lloyd[4]
- Copleymedaljen: Stephen Hawking, brittisk teoretisk-fysiker, kosmolog, författare
- Darwinmedaljen: Nick Barton
- Davymedaljen: Martin Pope
- Fieldsmedaljen
  - Andrej Okunkov, rysk matematiker
  - Grigorij Perelman, rysk matematiker (priset ej mottaget)
  - Terence Tao, australisk matematiker
  - Wendelin Werner, tysk-fransk matematiker
- Gad Rausings pris för framstående humanistisk forskargärning: professor Heikki Räisänen, Helsingfors, religionshistoria
- Göran Gustafssonpriset:
  - Molekylär biologi: Johan Ericson
  - Fysik: Måns Henningson
  - Kemi: Claes Gustafsson
  - Matematik: Olle Häggström
  - Medicin: Catharina Larsson
- Ingenjörsvetenskapsakademien utdelar Stora guldmedaljen till Lars H. Zetterberg, svensk professor inom telekommunikationsteori
- Nobelpriset:[5]
  - Fysik
    - John C. Mather, amerikansk fysiker verksam vid NASA
    - George F. Smoot, amerikansk fysiker

  - Kemi: Roger D. Kornberg, amerikansk biokemist
  - Fysiologi/Medicin
    - Andrew Z. Fire, amerikansk mikrobiolog, genetiker
    - Craig C. Mello, amerikansk utvecklingsbiolog
- Steelepriset
  - Clifford Gardner
  - John Greene
  - Martin Kruskal
  - Robert Miura
  - Lars Hörmander, svensk matematiker
  - Frederick Gehring
  - Dennis Sullivan
- Turingpriset: Frances Allen
- Sylvestermedaljen: Peter Swinnerton-Dyer
- Wollastonmedaljen: James Lovelock, brittisk biokemist[6]

## Avlidna
- 28 februari - Owen Chamberlain, 85, amerikansk nobelpristagare i fysik 1959
- 4 maj - Ivar Hessland, 92, svensk geolog och paleontolog

### Fotnoter
1. 1 2 3 4 5 6 7 8 9 10   När Var Hur 2007. DN
2. 1 2 3 4 5 6 7 8 9 10   När Var Hur 2008. DN
3. ↑  Crilly, Tony (2007). 50 Mathematical Ideas you really need to know. Quercus. sid. 41. ISBN 978-1-84724-008-8
4. ↑  ”Geological Society”. Arkiverad från originalet den 5 juni 2011. https://web.archive.org/web/20110605101836/http://www.geolsoc.org.uk/gsl/society/history/page753.html. Läst 13 april 2011.
5. ↑  ”Nobelpriset”. http://nobelprize.org/nobel_prizes/lists/all/index.html. Läst 10 april 2011.
6. ↑  ”Geological Society”. Arkiverad från originalet den 5 juni 2011. https://web.archive.org/web/20110605102217/http://www.geolsoc.org.uk/gsl/society/history/page750.html. Läst 14 april 2011.